# Dot the i ドット・ジ・アイ
『Dot the i ドット・ジ・アイ』（dot the i）は、2003年のイギリス・スペイン・アメリカ合衆国のサイコスリラー映画。

## あらすじ
ロンドンで暮らすスペイン人カルメンは、恋人のバーナビーのプロポーズに喜ぶ。
それからして、カルメンは独身最後の夜を記念したパーティーを開き、パーティーのルールにのっとって、軽い気持ちでその場にいるもっともセクシーな男性とキスをすることになった。
その男性・キットとキスをしたカルメンは、バーナビーがいるにもかかわらず、キットこそが運命の男だと信じてしまう。

## キャスト
| 役名                      | 俳優                       | 日本語吹替   |
| ------------------------- | -------------------------- | ------------ |
| キット・ウィンター        | ガエル・ガルシア・ベルナル | 浪川大輔     |
| カルメン・コラッソ        | ナタリア・ベルベケ         | 湯屋敦子     |
| バーナビー・F・カスピアン | ジェームズ・ダーシー       | 森川智之     |
| トム                      | トム・ハーディ             | 伊藤健太郎   |
| テオ                      | チャーリー・コックス       | 森久保祥太郎 |